# Äquivalenz (Tontechnik)
Äquivalenz bedeutet in der Tontechnik die Gleichwertigkeit von gleichsinnig wirkenden Laufzeitdifferenzen und Pegeldifferenzen bei den Lautsprechersignalen zur Erzeugung von Phantomschallquellen beim Richtungshören im Stereodreieck, wie es bei der Lautsprecher-Stereofonie angewendet wird.

## Grundlagen
Bei den Stereo-Lautsprechersignalen haben gleichsinnige Laufzeitdifferenzen und Pegeldifferenzen Auswirkungen auf den Ort des Hörereignisses, denn beide führen zu einer bestimmten seitlichen Hörereignisrichtung als Richtungsauslenkung und Lokalisation. Für den größenmäßigen Vergleich der beiden Parameter ist es deshalb sinnvoll zu fragen, welche Laufzeitdifferenz jeweils einer bestimmten Pegeldifferenz und welche Pegeldifferenz umgekehrt einer bestimmten Laufzeitdifferenz in Bezug auf die erzeugte Hörereignisrichtung äquivalent – also gleichwertig – ist. Das auf diese Weise bestimmbare Verhältnis von Laufzeitdifferenz zu Pegeldifferenz in μs / dB wird Äquivalenzfaktor genannt.
Dieser Äquivalenzfaktor bei Stereo-Lautsprechersignalen beträgt etwa Δ t / Δ L = 73 μs / dB.
Bei Aufnahmen in gemischter Stereofonie (Äquivalenz-Stereofonie) gelten diese Äquivalenzbeziehungen einander entsprechender Laufzeit- und Pegeldifferenzen. Das heißt, bei der Bildung der Phantomschallquellen wirkt immer das zeitlich frühere mit dem lauteren Signal, beziehungsweise das verzögerte mit dem leiseren Signal gleichsinnig (additiv) zusammen. Diese Experimente werden auch Matching-Versuche genannt.

## Trading
Deutlich sollte Äquivalenz vom Begriff Trading, dem gegensinnigen (subtraktiven) Zusammenwirken der Pegel- und Laufzeitdifferenzen, dem Kompensieren von Signalen unterschieden werden. Trading und Äquivalenz sind Gegensätze. Tonverantwortliche interessiert praktisch nur die Äquivalenz der Lautsprechersignale, denn nur gleichsinnige Δ t- und Δ L-Interchannel-Signaldifferenzen erzeugen bei der Stereowiedergabe klare, eindeutige Hörereignisse mit brauchbarer Lokalisationsschärfe.
Bei der Äquivalenz-Stereofonie hingegen werden Pegel- und Laufzeitdifferenzen stets gleichsinnig kombiniert. Das heißt, das lautere Signal muss immer zeitlich früher (oder das leisere Signal muss immer zeitlich später) erscheinen.
Die Äquivalenz-Kurve und die Trading-Kurve haben verschiedenen Ursprung und gehören nicht in eine Darstellung.
Große Abweichungen zwischen den Versuchsergebnissen sind auf die starken interindividuellen Schwankungen der Versuchspersonen, sowie die oft perkussiven Stimuli zurückzuführen, die bei dieser Art von Experimenten auftreten.